# Castel San Niccolò
Castel San Niccolò é uma comuna italiana da região da Toscana, província de Arezzo, com cerca de 2 855 habitantes. Estende-se por uma área de 82 km², tendo uma densidade populacional de 35 hab/km². Faz fronteira com Castelfranco di Sopra, Loro Ciuffenna, Montemignaio, Ortignano Raggiolo, Poppi, Pratovecchio, Reggello (FI).

## Demografia
| Variação demográfica do município entre 1861 e 2011                               |
|                                                                                   |
| Fonte: Istituto Nazionale di Statistica (ISTAT) - Elaboração gráfica da Wikipedia |